# Sóviet Supremo de la República Socialista Soviética de Tayikistán
El Sóviet Supremo de la República Socialista Soviética de Tayikistán (en tayiko: Совети Олии РСС Тоҷикистон, romanizado: Soveti Olii RSS Tojikiston; en ruso: Верховный Совет Таджикской ССР) era el sóviet supremo (mayor órgano legislativo) de la República Socialista Soviética de Tayikistán, una de las repúblicas constituyentes de la Unión Soviética.

## Estructura

### Presídium
El presídium era el órgano con funciones legislativas encargado de dirigir al Sóviet Supremo durante los periodos entre sesiones de este. Los miembros de este eran elegidos por los diputados al inicio de cada convocatoria. Sus funciones eran convocar las sesiones del Sóviet Supremo, interpretar las leyes, otorgar títulos honoríficos y condecoraciones, relevar y designar a ministros locales a propuesta del Presidente del Consejo de Ministros, entre otras. Estaba formado por un presidente, dos vicepresidentes, un secretario y 11 miembros ordinarios. 

### Diputados
Los diputados del Sóviet Supremo de la RSS de Tayikistán eran electos sobre la base de sufragio universal, igual y directo en votación secreta por ciudadanos mayores de 18 años, en proporción de un diputado por cada 5,000 habitantes.

## Facultades
El Sóviet Supremo de la República Socialista Soviética de Tayikistán elegía un Presídium responsable ante él, y también formaba al Gobierno; elegía al Consejo de Ministros de la República Socialista Soviética de Tayikistán, y a la Corte Suprema de la República Socialista Soviética de Tayikistán. También los diputados eligieron a los jefes de los comités ejecutivos locales y parcialmente a sus diputados, el estado mayor de mando de los distritos militares ubicados en el territorio de la RSS de Tayikistán.
Los deberes del Sóviet Supremo también consistían en:
- Modificar la Constitución de la República Socialista Soviética de Tayikistán y adoptar nuevas versiones;
- Publicar y aprobar los planes económicos nacionales y el presupuesto estatal de la república;
- Supervisar el estado y la gestión de las empresas subordinadas a la Unión y supervisarlas.

La forma principal de la actividad del Sóviet Supremo eran las sesiones, que el Presídium convocaba dos veces al año. Asimismo, ante solicitud del Presídium o a solicitud de un tercio de los diputados, se podían convocar sesiones extraordinarias y solemnes (dedicadas a fechas destacadas). El Sóviet Supremo formaba comisiones permanentes y temporales. Las leyes fueron aprobadas por mayoría de votos de los diputados que participaron en la reunión del Sóviet Supremo.

## Convocatorias
| Convocatoria      | Periodo   |
| ----------------- | --------- |
| I Convocatoria    | 1938-1946 |
| II Convocatoria   | 1947-1951 |
| III Convocatoria  | 1954      |
| IV Convocatoria   | 1955-1959 |
| V Convocatoria    | 1959-1962 |
| VI Convocatoria   | 1963-1966 |
| VII Convocatoria  | 1967-1970 |
| VIII Convocatoria | 1971-1974 |
| IX Convocatoria   | 1975-1979 |
| X Convocatoria    | 1980-1984 |
| XI Convocatoria   | 1985-1989 |
| XII Convocatoria  | 1990-1991 |

## Presidentes delPresídiumdel Sóviet Supremo de la RSS de Tayikistán
| Imagen | Imagen | Nombre                          | Inicio                | Fin                   | Partido político  |
| ------ | ------ | ------------------------------- | --------------------- | --------------------- | ----------------- |
|        |        | Munavar Shagadayev (1898-1974)  | 15 de julio de 1938   | 29 de julio de 1950   | Partido Comunista |
|        |        | Nazarsho Dodjudoyev (1915-2000) | 29 de julio de 1950   | 25 de mayo de 1956    | Partido Comunista |
|        |        | Mirzo Rajmatov (1914-1998)      | 25 de mayo de 1956    | 28 de marzo de 1963   | Partido Comunista |
|        |        | Majmadullo Jolov (1920-1989)    | 29 de marzo de 1963   | 17 de febrero de 1984 | Partido Comunista |
|        |        | Gaibnazar Pallayev (1929-2000)  | 17 de febrero de 1984 | 12 de abril de 1990   | Partido Comunista |

## Presidentes del Sóviet Supremo de la RSS de Tayikistán
| Imagen | Imagen | Nombre                          | Inicio                  | Fin                     | Partido político  |
| ------ | ------ | ------------------------------- | ----------------------- | ----------------------- | ----------------- |
|        |        | Nigmat Ashurov (1904-1973)      | 13 de julio de 1938     | Junio de 1945           | Partido Comunista |
|        |        | Tair Pulatov (1906-1979)        | Junio de 1945           | 1952                    | Partido Comunista |
|        |        | Abduvajid Jasanov (1920-1970)   | 1952                    | 1959                    | Partido Comunista |
|        |        | Mirsaid Mirshakar (1912-1993)   | 17 de agosto de 1961    | 3 de julio de 1975      | Partido Comunista |
|        |        | Dzhurayev Kandil (1927-1990)    | 3 de julio de 1975      | 25 de marzo de 1980     | Partido Comunista |
|        |        | Usman Jasanov (?-?)             | 25 de marzo de 1980     | 29 de marzo de 1985     | Partido Comunista |
|        |        | Talbak Nazarov (Nacido en 1938) | 29 de marzo de 1985     | 18 de noviembre de 1988 | Partido Comunista |
|        |        | Muratali Tabarov (1933-2015)    | 18 de noviembre de 1988 | 12 de abril de 1990     | Partido Comunista |
|        |        | Qahhor Mahkamov (1932-2016)     | 12 de abril de 1990     | 30 de noviembre de 1990 | Partido Comunista |